# هنترز كريك فيليج
هنترز كريك فيليج (بالإنجليزية: Hunters Creek Village, Texas)‏ هي مدينة تقع بولاية تكساس في شمال شرق الولايات المتحدة. تبلغ مساحة هذه المدينة 5 (كم²)، وترتفع عن سطح البحر 20 م، بلغ عدد سكانها 4367 نسمة في عام 2010 حسب إحصاء مكتب تعداد الولايات المتحدة .

## التركيبة السكانية
حدّد مكتب تعداد الولايات المتحدة بيانات التركيبة السكانية لهنترز كريك فيليج في تعداد الولايات المتحدة. في ما يلي، التركيبة السكانية حسب تعدادي 2000 و2010.

### تعداد عام 2000
بلغ عدد سكان هنترز كريك فيليج 4,374 نسمة بحسب تعداد عام 2000، وبلغ عدد الأسر 1,471 أسرة وعدد العائلات 1,291 عائلة مقيمة في القرية. في حين سجلت الكثافة السكانية 864.4 نسمة لكل كيلومتر مربع (2,238.8/ميل2). وبلغ عدد الوحدات السكنية 1,523 وحدة بمتوسط كثافة قدره 301 لكل كيلومتر مربع (779.6/ميل2).
وتوزع التركيب العرقي للقرية بنسبة 93.37% من البيض و0.37% من الأمريكيين الأفارقة و0.14% من الأمريكيين الأصليين و4.80% من الأمريكيين ذوي الأصول الآسيوية و0.46% من الأعراق الأخرى و0.87% من عرقين مختلطين أو أكثر و3.59% من الهسبانيون أو اللاتينيون من أي عرق.
بلغ عدد الأسر 1,471 أسرة كانت نسبة 44.4% منها لديها أطفال تحت سن الثامنة عشر تعيش معهم، وبلغت نسبة الأزواج القاطنين مع بعضهم البعض 82.9% من أصل المجموع الكلي للأسر، ونسبة 3.9% من الأسر كان لديها معيلات من الإناث دون وجود شريك،  بينما كانت نسبة 1% من الأسر لديها معيلون من الذكور دون وجود شريكة وكانت نسبة 12.2% من غير العائلات. تألفت نسبة 11.1% من أصل جميع الأسر من عدة أفراد يعيشون في نفس المنزل ونسبة 7.7% كانت تتألف من شخص يعيش بمفرده يبلغ من العمر 65 عاماً أو أكثر. وبلغ متوسط حجم الأسرة المعيشية 2.97، أما متوسط حجم العائلات فبلغ 3.19.
بلغ العمر الوسطي للسكان 43.0 عاماً. وكانت نسبة 31.2% من القاطنين تحت سن الثامنة عشر، وكانت نسبة 3.3% بين الثامنة عشر والرابعة والعشرين عاماً، ونسبة 19.6% كانت واقعةً في الفئة العمرية ما بين الخامسة والعشرين والرابعة والأربعين عاماً، ونسبة 29.9% كانت ما بين الخامسة والأربعين والرابعة والستين، ونسبة 15.9% كانت ضمن فئة الخامسة والستين عاماً فما فوق. يوجد لكل 100 أنثى 92.8 ذكر، ويوجد لكل 100 أنثى في الثامنة عشر من عمرها فما فوق 89.4 ذكر.
بلغ متوسط دخل الأسرة في القرية 171,294 دولارًا، أما متوسط دخل العائلة فبلغ 184,574 دولارًا. وكان متوسط دخل الذكور 100,001 دولارًا مقابل 48,750 دولارًا للإناث. وسجل دخل الفرد الخاص بالقرية 88,821 دولارًا. وكانت نسبة 0.6% من العائلات ونسبة 1.2% من السكان تحت خط الفقر، وكان من هؤلاء نسبة 0% تحت سن الثامنة عشر ونسبة 1.2% في الخامسة والستين من العمر وما فوق.

### تعداد عام 2010
بلغ عدد سكان هنترز كريك فيليج 4,367 نسمة بحسب تعداد عام 2010، وبلغ عدد الأسر 1,443 أسرة وعدد العائلات 1,283 عائلة مقيمة في القرية. في حين سجلت الكثافة السكانية 863 نسمة لكل كيلومتر مربع (2,235.2/ميل2). وبلغ عدد الوحدات السكنية 1,503 وحدة بمتوسط كثافة قدره 297 لكل كيلومتر مربع (769.2/ميل2).
وتوزع التركيب العرقي للقرية بنسبة 90.57% من البيض و1.05% من الأمريكيين الأفارقة و0.23% من الأمريكيين الأصليين و6.02% من الأمريكيين ذوي الأصول الآسيوية و0.55% من الأعراق الأخرى و1.58% من عرقين مختلطين أو أكثر و4.51% من الهسبانيون أو اللاتينيون من أي عرق.
بلغ عدد الأسر 1,443 أسرة كانت نسبة 44.3% منها لديها أطفال تحت سن الثامنة عشر تعيش معهم، وبلغت نسبة الأزواج القاطنين مع بعضهم البعض 82.3% من أصل المجموع الكلي للأسر، ونسبة 4% من الأسر كان لديها معيلات من الإناث دون وجود شريك،  بينما كانت نسبة 2.6% من الأسر لديها معيلون من الذكور دون وجود شريكة وكانت نسبة 11.1% من غير العائلات. تألفت نسبة 10.1% من أصل جميع الأسر من عدة أفراد يعيشون في نفس المنزل ونسبة 7.3% كانت تتألف من شخص يعيش بمفرده يبلغ من العمر 65 عاماً أو أكثر. وبلغ متوسط حجم الأسرة المعيشية 3.03، أما متوسط حجم العائلات فبلغ 3.24.
بلغ العمر الوسطي للسكان 45.7 عاماً. وكانت نسبة 29.9% من القاطنين تحت سن الثامنة عشر، وكانت نسبة 5.2% بين الثامنة عشر والرابعة والعشرين عاماً، ونسبة 13.4% كانت واقعةً في الفئة العمرية ما بين الخامسة والعشرين والرابعة والأربعين عاماً، ونسبة 36.1% كانت ما بين الخامسة والأربعين والرابعة والستين، ونسبة 15.4% كانت ضمن فئة الخامسة والستين عاماً فما فوق. وتوزع التركيب الجنسي للسكان بنسبة 48.3% ذكور و51.7% إناث.

## وصلات خارجية
- www.cityofhunterscreek.com
- The US50 - Cities and Towns in Texas State